# Claude van de Berge
Claude van de Berge, pseudoniem van Rony (Ronnie) Maria Florimond Pauwels (Assenede 30 april 1945), is een Vlaams dichter, romanschrijver en vertaler.

## Levensloop
Na zijn studies plastische kunsten aan de Sint Lukasacademie en voordrachtskunst aan het Koninklijk Conservatorium, beide te Gent, werd Van De Berge leraar voordrachtskunst in Eeklo. Later gaf hij ook literatuur en fonetica. Van De Berge debuteerde in 1968 met zijn roman De ontmoetingen, waarna hij in 1975 de Dirk Martensprijs won. Vanaf 1977 begint hij in Ergens zijn ook poëzie te schrijven. Vanaf IJsland in 1996 wordt Van De Berge geïnspireerd door het ijslandschap van IJsland en Groenland, waar hij sinds 1973 regelmatig verblijft. Dit is een thema wat ook in zijn latere boeken terugkeert.

### Eigen literatuur en poëzie
- De ontmoetingen (1968)
- Het gelaat (1970)
- De angst (1972)
- Stemmen (1973)
- Het licht op de stenen (1974)
- De oever (1975)
- Ergens zijn (1977)
- Je zal er nooit meer opnieuw zijn (1977)
- De koude wind die over het zand waait (1978)
- Je droomt dat je hoort dat iemand roept en dat je luistert (1980)
- Het bewegen van het hoge gras op de top van de heuvel (1981)
- De gestalte in het berkenbos (1983)
- Indridi, of De samenspraak met de engel (1985)
- Hiiumaa (1987)
- Attu (1988)
- De zang van de maskers (1988)
- Aztlan (1990)
- De mens in de ster (1991)
- IJsland (1996)
- Asland (1998)
- Arctica (2000)
- IJsmummie (2002)
- White-out (2004)
- Kristalschedel (2006)
- Holoversum (2007)
- Heelaloog (2009)
- Het zwijgende woord (Bloemlezing) (2010)
- De overblijfselen (2011)
- Het vloedgetij (2013)

### Vertalingen IJslandse literatuur
- Stefán Hörður Grímsson - Onzichtbaar schrift
- Steinn Steinarr - De tijd en het water

### Gedichtencycli bij kunstmappen
- Je zal er niet meer opnieuw zijn - met etsen van Luc Claus
- Het oog in de schors - met etsen van Robert Wuyttack
- In het water schrijven - met etsen van Robert Wuyttack
- Een podium van gras - met etsen van Robert Wuyttack
- Gebarsten tijd. Gedichtensuite bij tekeningen van Robert Wuyttack (2011)